# El niño pescador
El niño pescador es una pintura del maestro de la Edad de Oro holandesa Frans Hals, pintada a principios de los años 1630, ahora en el Museo Real de Bellas Artes de Amberes.

## Pintura
Esta pintura fue documentada por Hofstede de Groot en 1910, quien escribió "49. DE STRANDLOOPER VAN HAARLEM (El niño pescador de Haarlem). B. 37 ; M. 254. De medio cuerpo; tamaño natural. Un niño pescador, visto de frente, ríe al espectador. Sus brazos están cruzados sobre el pecho. Lleva una gorra pequeña; su cabello está en desorden. Viste una chaqueta con mangas anchas, y lleva una cesta a la espalda. Detrás hay un paisaje; a la derecha está el mar. [Posiblemente idéntico a 55, 58a, y 58c.] Firmado a la izquierda con las letras entrelazadas "F. H."; Tela, 30 pulgadas por 25 1/2 pulgadas. Venta. Alphonse Oudry, París, 16 y 20 de abril, 1869. En posesión del comerciante de París Ch. Sedelmeyer, " Catálogo de 300 Pinturas," 1898, Núm. 46. En el Museo de Amberes, 1905 catálogo, Núm. 188. "
Hofstede de Groot señaló varias figuras más de pescadores de Hals junto con esta (numerados en el catálogo del 49 al 58c). Esta pintura fue también documentada por W.R. Valentiner en 1923.

Otras pinturas de humildes pescadores de Hals:

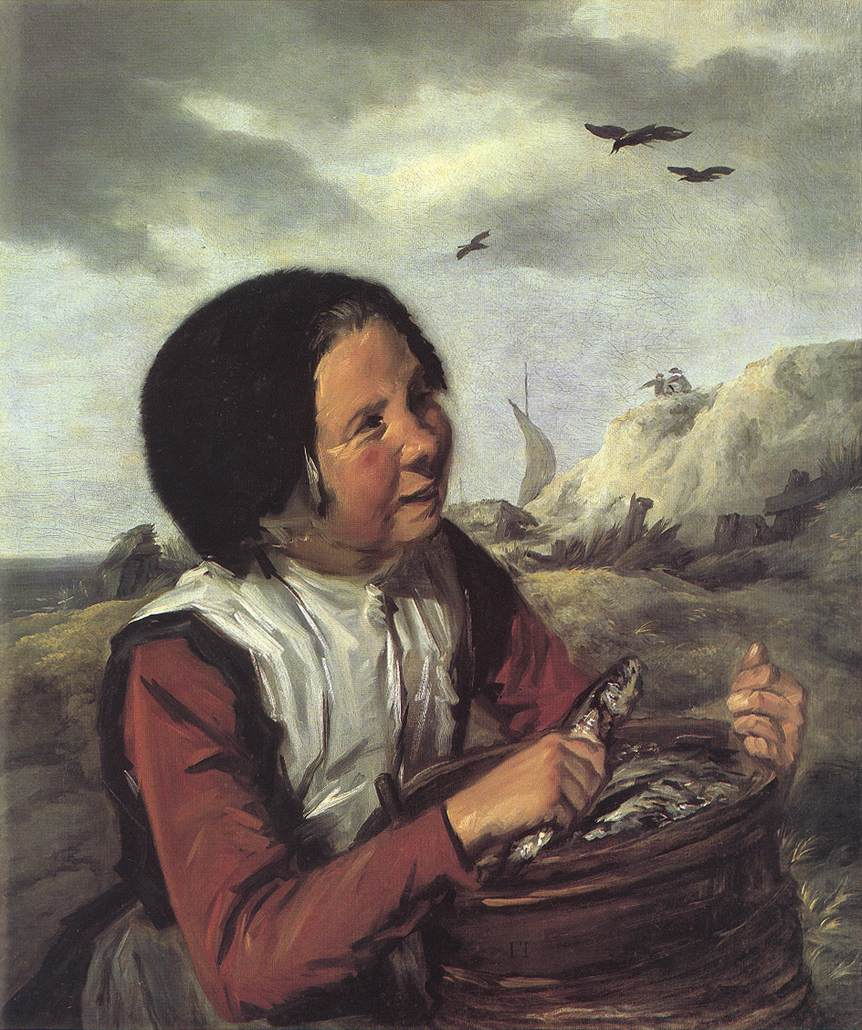
Pescadora sonriente.
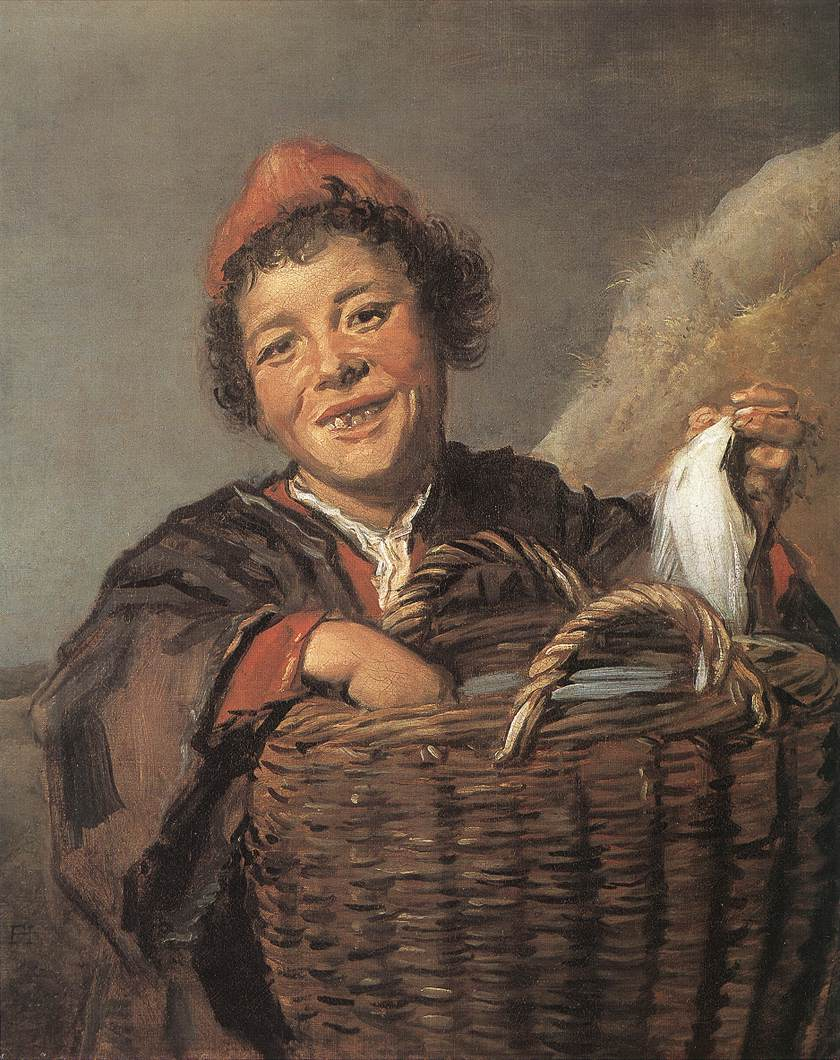
Niño pescador con cesta.
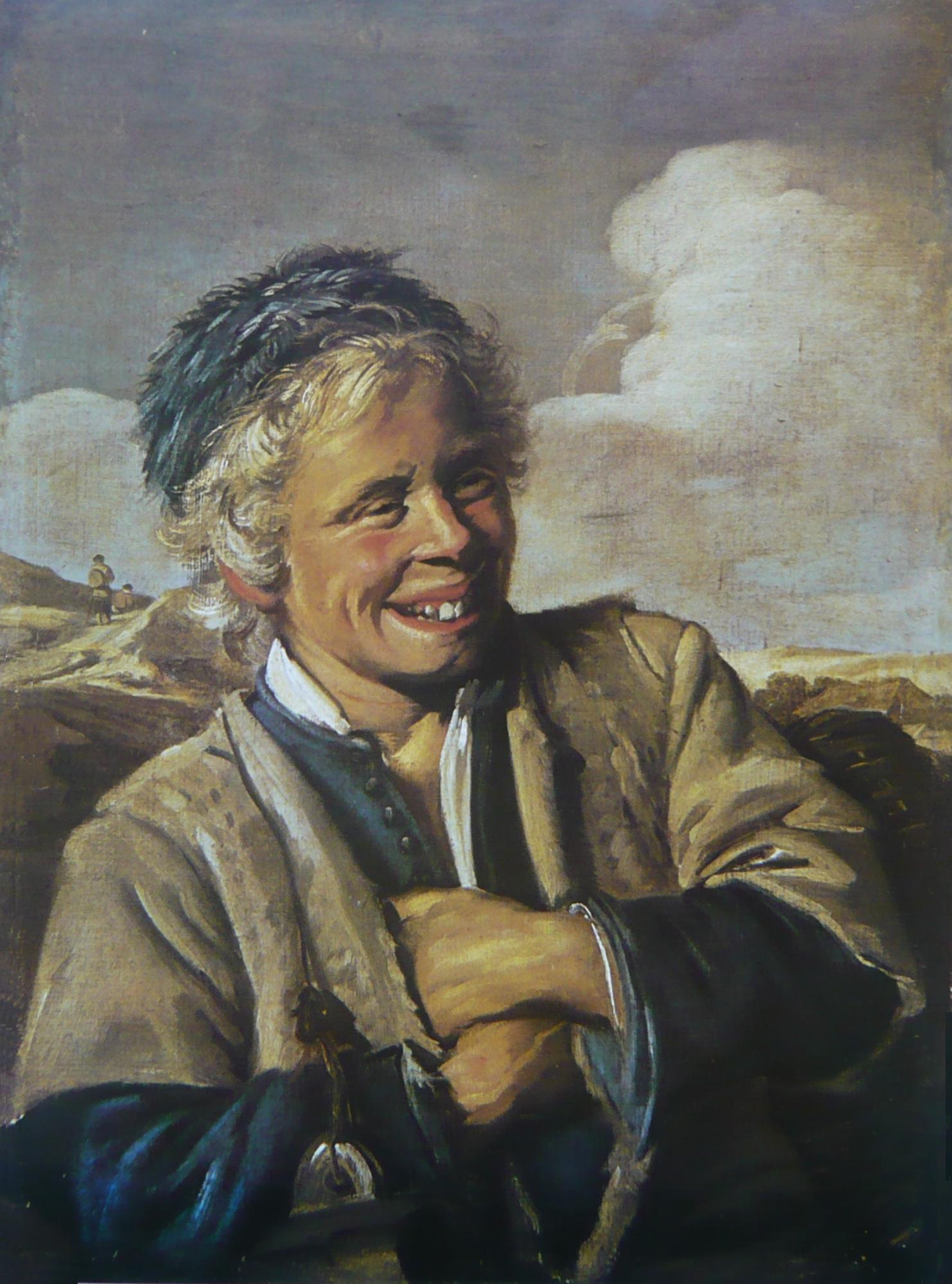
Joven pescador riendo.